# Prebold
Prebold je naselje u slovenskoj Općini Prebold. Prebold se nalazi u pokrajini Štajerskoj i statističkoj regiji Savinjskoj.

## Zemljopis
Prebold je naselje u istoimenoj općini u Donjoj Savinjskoj dolini. Mjesto se nalazi na terasi u podnožju 626 m visoke Žvajge, iznad rijeke Bolske. Iznad naselja nalazi se renesansni dvorac s dvije kutne kule. U mjestu je nekada bila snažna tekstilna industrija čiji počeci sežu u 1842. Prebold je poznat i po pčelarstvu i tu svoju višestoljetnu tradiciju nastavljaju još i danas. Na području se rodilo nekoliko poznatih osoba, kao što su pisac Janko Kač, zborovođa i skladatelj Anton Schwab i amaterski redatelj Lojze Fric.
U Preboldu vrijedi pogledati muzejsku zbirku Prebold kroz vrijeme, koja prikazuje materijalnu, kulturnu i duhovnu baštinu ovoga kraja. Prebold je također polazna točka planinskog puta do 1.122 m visokog vrha Mrzlice.